# Betanecol
O betanecol é um medicamento parassimpaticomimético do tipo éster de colina que atua como um agonista seletivo dos receptores muscarínicos do sistema nervoso parassimpático, especificamente a nível do receptor muscarínico do tipo M3, sem que tenha efeitos sobre os receptores nicotínicos. Diferente do neurotransmissor acetilcolina, o betanecol não é hidrolisado pela enzima acetilcolinesterase e, portanto, seus efeitos tem um período mais largo de duração.

## Farmacologia
O betanecol é composto de NH4+ quartenário, muito polar e pobremente lipossolúvel, portanto não atravessa a barreira hemato-encefálica. Sua administração se dá por via oral ou subcutânea.

## Usos clínicos
O betanecol é usado no tratamento da retenção urinária que resulta de uma anestesia geral ou uma neuropatia diabética da bexiga urinária. Se usa também para aliviar a atonia (falta de tônus muscular) gastrointestinal. Os receptores muscarínicos localizados na bexiga e no trato gastrointestinal estimulam a contração da bexiga e expulsam a urina, assim como ocorre um aumento da motilidade gastrointestinal. O betanecol deve ser usado para estes casos apenas se estiver descartado uma obstrução urinária ou gastrointestinal como a causa da sintomatologia. Ocasionalmente é usado na estimulação da secreção salivar, substituindo a pilocarpina.

## Contraindicações
O uso do betanecol, assim como os dos demais agonistas muscarínicos, é contraindicada em doentes com asma, insuficiência coronariana, úlcera péptica e incontinência urinária. A ação parassimpaticomimética dessa droga irá exacerbar os sintomas destas doenças.